# Zygmunt Bryl
Zygmunt Bryl (ur. 30 grudnia 1906 w Łodzi, zm. 18 sierpnia 1981 w Tel Awiwie) – inżynier, polski operator dźwięku, pionier dubbingu w Polsce.

## Życiorys
W 1927 ukończył gimnazjum w Łodzi, po czym wyjechał do Londynu, gdzie rozpoczął studia inżynierskie. Po skończeniu studiów rozpoczął pracę w firmie British Acoustic Films, zajmującej się udźwiękowieniem filmów. Kolejne doświadczenia zawodowe Bryl zdobywał w British Gaumont oraz oddziałach firmy Gaumont w Paryżu, Rzymie i Kopenhadze. Na początku lat 30. zajął się zagadnieniem dubbingu, dążąc do jak najbardziej precyzyjnej jego synchronizacji z ruchem ust poszczególnych postaci. W styczniu 1934 został wysłany przez przedsiębiorstwo British Gaumont do Warszawy, gdzie miał nadzorować budowę studio dubbingowego. Pod koniec 1934 kierowane przez Bryla studio Polska Akustyka (Polska Spółka Synchronizacyjna) przy Alejach Jerozolimskich 43 (obecnie Aleje Jerozolimskie 49) zostało otwarte. 
W 1935 roku Zygmunt Bryl odpowiadał za dubbing filmu Siostra Marta jest szpiegiem z 1933, który uznawany jest za pierwszy zrealizowany w Polsce dubbing artystyczny. Współpracował też przy udźwiękowieniu filmów Jaśnie pan szofer, Pan Twardowski, Bohaterowie Sybiru i Ludzie Wisły. 5 października 1938 w warszawskim kinie Palladium odbyła się premiera filmu animowanego Królewna Śnieżka i siedmiu krasnoludków w polskiej wersji językowej, za którą również odpowiadała Polska Spółka Synchronizacyjna Zygmunta Bryla.